# Kruipbrem
Kruipbrem (Genista pilosa) is een giftige, groenblijvende dwergstruik uit het geslacht heidebrem (Genista).

## Determinatie
De struik wordt 7–30 cm hoog en heeft een liggend-opstijgende, doornloze stengel. De 5–12 mm lange bladeren zijn aan de onderkant aangedrukt behaard.
De bloei is van april tot juli, latere bloei komt voor, er zijn dan alleenstaande bloemen in de bladoksels. De bloemen zijn heldergeel van kleur. Vlag en kiel zijn 8–10 mm lang. De kroonbladen en kelk zijn aangedrukt behaard. De bloeiwijze is een tros.
De vrucht is een 1,5–4,0 cm lange peul met aangedrukte beharing.

## Ecologie
Kruipbrem komt voor op droge, zure, oligotrofe zandgrond in heidevelden en bermen.

### Syntaxonomie
Ze geldt als kensoort voor het verbond van struikhei en kruipbrem (Calluno-Genistion). 

## Verspreiding
De plant komt van nature voor in Europa. In Nederland staat ze op de Rode lijst van planten als vrij zeldzaam en zeer sterk afgenomen. 

## Cultivars
De cultivars Genista pilosa 'Goldilocks', Genista pilosa 'Lemon Spreader' (Yellow Spreader)
en Genista pilosa 'Vancouver Gold' worden in de siertuin gebruikt.